# Walter Laqueur
Walter Zeev Laqueur (født 26. maj 1921, død 30. september 2018) var en amerikansk historiker og akademiker.

## Liv
Laqueur blev født til en jødisk familie i Breslau, Tyskland. Han emigrerede til Palæstinamandatet i 1938. Hans forældre døde i Holocaust.
Fra 1953 boede Laqueur i USA og Storbritannien. Han var specialist i 19. og 20. århundredes Europahistorie. Han blev professor på Brandeis University og Georgetown University, og han skrev mange bøger om bl.a. Mellemøsten, Sovjetunionen og fascisme.

## Udvalgt bibliografi
- Europe Since Hitler (1970)
- A History of Zionism (1972)
- Weimar, a Cultural History, 1918-1933 (1974)
- Fascism: a Reader's Guide: Analyses, Interpretations, Bibliography (1976)
- Guerrilla: a Historical and Critical Study (1977)
- A World of Secrets: The Uses and Limits of Intelligence (1985)
- The Changing Face of Antisemitism: From Ancient Times to the Present Day (2006)

## Ekstern henvisning
- Hjemmeside Arkiveret 24. september 2018 hos  Wayback Machine